# PamKutya
A PamKutya a legnépszerűbb magyar nyelvű YouTube-csatornák egyike. A youtuber testvérpár, Osbáth Norbert (Béla) és Osbáth Márk (Pista) 2010-ben hozta létre csatornáját. A videóplatformon Dancsó Péter Videomániája után 2019-ben második magyar csatornaként érték el az arany YouTube-plakettel díjazott 1 millió feliratkozót.
A Forbes listája 2023-ban második helyre sorolta a legértékesebb magyar influenszerek között a párost. Digitális tartalomgyártóként először több tízmilliós nézettséget elérő slágerparódiáikkal tettek szert hírnévre, későbbi videóik fókuszában utazós és tudományos ismeretterjesztő témák állnak.

## YouTube-karrierjük
A PamKutya csatorna a magyar YouTube kezdeti időszakában indult el 2010-ben, amikor először csak a testvérpár egyik tagja, Osbáth Márk (Pista), saját maguk szórakoztatására videókat kezdett el készíteni. Testvére Osbáth Norbert (Béla) később csatlakozott hozzá. Ezen tartalmak főszereplője pulikutyájuk, a "beszélő" Pam (Pamacs) volt, innen származik a csatorna elnevezése. A névadó állat végül 2018. november 20-án pusztult el.
A kezdeti próbálkozások után aktuálisan népszerű slágerekről kezdtek el paródiákat készíteni. Videóikban egy-egy éppen nagyon népszerű dalt választottak ki, ilyen volt például Majkától a Belehalok, a Welhellótól a Rakpart, vagy Luis Fonsitól a Despacito. A kiválasztott számok dallamát megtartották, majd arra írtak egy az eredeti ének mondanivalójától teljesen független, humoros szöveget és készítettek egy vicces videóklipet hozzá. A paródiák témája jellemzően a magyarországi életre jellemző közhelyek egyike volt, legyen szó korrupt rendőrökről, bliccelő utasokról, építkezés miatti dugóról, vagy Facebook-függő fiatalokról. A videók ugyanakkor elkerülik a megosztó és meglepő témákat. A 444.hu értékelése szerint a csatorna időbeli fejlődése alapvetően nem komolyabb, komplexebb témaválasztásokban jelent meg, hanem technikai értelemben: egyre profibb kameramozgásokat, látványosabb helyszíneket és hatásosabb trükköket alkalmaztak. Újságírói kérdésre válaszolva egy interjúban elmondták, hogy nagyjából 80%-ban saját ötletből, 20%-ban pedig nézői kérések alapján dolgoznak és arról is beszéltek, hogy eleinte nehéz volt elfogadniuk, hogy hobbijuk megélhetéssé nőheti ki magát.
A koncepció nagy sikert aratott: 2013-ban már az 5. legnépszerűbb magyarországi YouTube-csatorna voltak, Avicii Wake Me Up című számát kifigurázó paródiájuk pedig a legnézettebb videó volt az egész évben. 2016-ban is hasonló volt a helyzet, ekkor Adele Hello című daláról készült paródiájuk végzett az év legnépszerűbb magyar nyelvű YouTube-videóit tartalmazó lista élén. 2017-ben a Despacitóról készült, több tízmillió megtekintést elérő paródiájukat egy külföldi zenei kiadó kérésére letiltotta a YouTube, de később megoldódott az ügy és a videó is visszakerülhetett a platformra. Új hírnevüket kihasználva más műfajokban is kipróbálták magukat, például részt vettek a Hány pasi kell egy villanykörte becsavarásához? című websorozatban. 2019 fontos mérföldkő volt a számukra, ugyanis ekkor csatornájuk elérte el az 1 millió feliratkozót és megelőzve Dancsó Pétert, a legnagyobb magyar nyelvű YouTube-csatornává váltak.
A PamKutya későbbi időszakában felhagytak a paródiák készítésével. Ezután három saját számot adtak ki Aranybulla, Testvérem és Rapper leszek én címen, előbbin a SMiTHMUSiX producercsapat működött közre és olyan akciókkal is felhívták magukra a figyelmet, mint amikor egy nemzetközi művészeti trendbe illeszkedve egy rozsdamentes „monolitot” (fémoszlopot) állítottak fel Újpalotán. Miután a média is felkapta a rejtélyes oszlop ügyét, a testvérpár végül bejelentette, hogy ők álltak a háttérben. Több kisebb ismeretterjesztő videó után a testvérpár egyre inkább külön kezdtek videózni. Márk egy önálló ismeretterjesztő sorozatot indított el Márkopédia néven, Norbi pedig különböző, főként többrészes utazós videókat csinál. Legutóbb akkor kaptak nagy figyelmet amikor 2024 március 24.-én találkoztak David Pressman amerikai nagykövettel, ami sokakból felháborodást váltott ki, többek között Dancsó Pétertől.

## Gazdasági háttér
A PamKutyát több másik híres youtuberhez, például Dancsó Péterhez és Viszkok Fruzsinához hasonlóan a magyar alapítású Special Effects Media internetes médiavállalat kezeli. A céget 2023-ban felvásárolta a Gas Media LLC amerikai vállalat.